# Ja w kapeli
Ja w kapeli (ang. I’m in the Band) – amerykański serial familijno-komediowy nadawany przez telewizję Disney XD. Trzecia oryginalna produkcja Disney XD.
15 marca 2011 roku Caitlyn Taylor Love i Greg Baker na swoich oficjalnych kontach na Twitterze poinformowali, że drugi sezon jest ostatnim w serialu.

## Postacie

### Główne
- Tripp Ryan Campbell – 17-letni gitarzysta Iron Weasel. Wbrew wiekowi jest najdojrzalszym, jak i najrozsądniejszym w zespole i to on podejmuje próby powrotu Iron Weasel do popularności oraz najczęściej rozwiązuje problemy w zespole.
- Derek Jupiter – wokalista zespołu. Pochodzi z Wielkiej Brytanii. Jest zarozumiały i samolubny. Dawniej zajmował się magią. Potrafi mówić po hiszpańsku, suahili i japońsku. Jest najwyższy w zespole. Boi się węży. Oprócz wokalu czasem też gra na keyboardzie i gitarze rytmicznej.
- Burger Pitt – Kochający jedzenie, gruby basista zespołu. Boi się pająków. Jest zakochany w mamie Trippa co zostało ujawnione w odcinku „Geezers Rock”.
- Ashley „Ash” Tyler – Sympatyczny perkusista. Najgłupszy członek Iron Weasel. Słynie z niedorzecznych pomysłów i powiedzonek nie na temat. Boi się klaunów i lizaków. Potrafi krzyczeć jak dziewczyna. Miał 2 ryby o imionach: Sushi i Sushi jr, oraz żółwia.

## Cykliczne
- Isabella „Izzy” Fuentes – Najlepsza przyjaciółka Trippa, która także uwielbia Iron Weasel. Bardzo chce zostać wokalistką zespołu. Nie zna się na żartach, zaś sama lubi je robić.
- Jared – Przyjaciel Trippa. Jest kujonem.
- Beth Campbell – Nadopiekuńcza mama Trippa. Kiedyś była królową karaoke.
- Cornelius Strickland – Były dyrektor szkoły Trippa. Nie przepada za głównym bohaterem ani za Iron Weasel. Główny antagonista serii.
- Jenkins Morris – Obecny dyrektor szkoły Trippa. Tak samo nie przepada za Trippem, jak i za zespołem. Również główny antagonista serii.
- Arlene Roca – Znana jako „Nieznośna Arlene”. Jest zakochana w Trippie od 5 klasy. Ma żółwia Jazza, a wcześniej też miała kota Hip Hopa.
- Barry Roca – Ojciec Arlene. Producent muzyczny, z którym nieskutecznie Iron Weasel próbowało podpisać kontrakt. Mimo wszystko lubi zespół.
- Lana – Była dziewczyna Trippa. Jest bogata i materialistyczna.
- Ernesto Silniesto – Zawodnik MMA. Nienawidzi Iron Weasel za to, że każde jego spotkanie z nimi kończyło się dla niego poniżeniem i pragnie się na nich zemścić. Drugi główny antagonista serii.
- Iris – Uważa się za największą fankę Iron Weasel.
- Vic Blaylock – Były manager Iron Weasel.
- Babcia Nina – Babcia Trippa. Ma problem z pamięcią.
- Bleed – Były gitarzysta Iron Weasel. Chciał się pozbyć Trippa.

## Obsada

### Główna
- Logan Miller jako Tripp Ryan Campbell
- Steve Valentine jako Derek Jupiter
- Greg Baker jako Burger Pitt
- Stephen Full jako Ash

### Pozostali
- Caitlyn Taylor Love jako Isabella Fuentes
- Aaron Albert jako Jared (Weasels in the House, Got No Class, Birthdazed, Spiders, Snakes and Clowns, Road Tripp, Weasels vs. Robots, Happy Fun Metal Rock Band)
- Beth Littleford jako Beth Campbell (Weasels in the House, Annoying Arlene, Birthdazed, Road Tripp, Weasels vs. Robots, Happy Fun Metal Rock Band, Burning Down The House, Yo, Check My House, Don’t Date the Principal’s Daughter)
- Katelyn Pacitto jako Lana (I Wanna Punch Stuff, Money Bags)
- Raini Rodriguez jako Arlene (Annoying Arlene, Cat-Astrophe)
- Reginald VelJohnson jako Cornelius Strickland (Weasels in the House, Got No Class, Happy Fun Metal Rock Band)
- Camila Banus jako Bianca (Annoying Arlene)
- Anne-Marie Johnson jako Janet King (Slap Goes the Weasel)
- Carlos Alazraqui jako Barry Roca (Annoying Arlene, Cat-Astrophe)
- Spencer Boldman jako Bryce Johnson (Money Bags, Weaselgate, Pain Games)
- Brad Grunberg jako DJ Gruby (Weasels in the House, Weasels on a Plane)
- Zack Ward jako Xander (Got No Class)
- Hollywood Yates jako Ernesto Silniesto (I Wanna Punch Stuff, Prank Week)
- Khary Payton jako Kaz Ridley (Spiders, Snakes and Clowns)
- John Farley jako Marszałek Ognia (Burning Down The House)
- Gilbert Gottfried jako Vic Blaylock (Magic Tripp)
- Ian Reed Kesler jako Stu (Flip of Doom)
- Kate Zenna jako Devon (Flip of Doom)
- Grayson Russell jako Martin (Birthdazed)
- Eve Brenner jako babcia Nina (Birthdazed, Geezers Rock, I’m Out of the Band)
- James Hong jako Leon (Geezers Rock, Yo, Check My House)
- Regan Burns jako Mr. Morton (Geezers Rock)
- Tom Fitzpatrick jako Harry (Geezers Rock)
- Dylan Sprouse jako Zack Martin (Weasels on Deck)
- Cole Sprouse jako Cody Martin (Weasels on Deck)
- Phill Lewis jako Marion Moseby (Weasels on Deck)
- Jb Blanc jako Agent (Weasels on Deck)
- Lemont Johnson jako Security Guard (Weasels on Deck)
- Adam Busch jako Shane Hackman (Weasels vs. Robots)
- Trieu Tran jako Yutaka Oka (Happy Fun Metal Rock Band)
- Jeff Meacham jako Larry (Last Weasel Standing)
- Jerry Rice jako on sam (I’m Out of the Band)
- Genevieve Hannelius jako Miss Dempsey (Iron Weasel: The Video Game)
- Randy Sklar jako Blaze (I’m Out of the Band, Pain Games, Trippnotized)
- Jason Sklar jako Claw (I’m Out of the Band, Pain Games, Trippnotized)
- Mark Gagliardi jako Savage (I’m Out of the Band, Pain Games, Trippnotized)
- Mitch Silpa jako Jimmy Howard (Izzy Gonna Sing?)
- Amir Talai jako Avi Potel (Iron Weasel: The Video Game)
- Harry Van Gorkum jako Eddie (Camp Weasel Rock)
- Atticus Shaffer jako Junior (Camp Weasel Rock)
- Tristan Pasterick jako T.J. (Camp Weasel Rock)
- Haley Tju jako Zoey (Camp Weasel Rock)
- Alan Thicke jako Simon (Extreme Weasel Makeover, Chucky’s Revenge, Who Dunnit?, Grand Theft Weasel, Trippnotized)
- Nicholas Logan jako Lassi (Extreme Weasel Makeover)
- Alexei Ryan jako Blain (Extreme Weasel Makeover)
- Angel Amaral jako Shaw (Extreme Weasel Makeover)
- Zayne Emory jako Charles Albertson (Chucky’s Revenge, Who Dunnit?, Grand Theft Weasel)
- Preston Jones jako Kurt Dirkman (Yo, Check My House)
- Mark Teich jako Dyrektor Jenkins (Don’t Date the Principal’s Daughter, Weaselgate, Iron Weasel Gets Schooled, Kicked Out for Band Behavior)
- Lauran Irion jako Gia Jenkins (Pain Games, Don’t Date the Principal’s Daughter)
- Bryan Callen jako Bleed (Bleed Guitarist)
- Alicia Favela jako Stacy (Road Tripp, Prank Week)
- Jillian Bach jako Iris (What Happened?)
- Shawn Harrison jako Gospodarz Teleturnieju (Weaselgate)
- Valorie Hubbard jako pani Landolf (Iron Weasel Gets Schooled)
- Lou Saliba jako Jeff (Lord of the Weasels)
- Zach Callison jako Billy (Lord of the Weasels)
- Brian Michael Jones jako Sherman (Weasels on a Plane)
- William Christian jako pilot (Weasels on a Plane)
- J. Paul Boehmer jako Bill (Don’t Date the Principal’s Daughter)
- Kevin Thompson jako Mini Derek (Iron Weasel vs. Mini Weasel)
- David Mattey jako Mega Derek (Iron Weasel vs. Mini Weasel)
- Mark Munoz jako Mini Ash (Iron Weasel vs. Mini Weasel)
- Dana Michael Woods jako Mini Burger (Iron Weasel vs. Mini Weasel)
- Joseph S. Griffo jako Mini Tripp (Iron Weasel vs. Mini Weasel)
- Jeff Hatch jako Mega Ash (Iron Weasel vs. Mini Weasel)
- Troy Brenna jako Mega Burger (Iron Weasel vs. Mini Weasel)
- Justin Lopez jako Mega Tripp (Iron Weasel vs. Mini Weasel)
- Mary K Devault jako Vivian Durnont (Kicked Out for Band Behavior)
- Blair Hickey jako WWI Flying Ace (Who Dunnit?)
- Matt McKenzie jako Oil Tycoon (Who Dunnit?)
- Nakia Syvonne jako Heiress (Who Dunnit?)
- Anjali Bhimani jako Tasha Bell (Trippnotized)
- Suzanne Cryer jako Dominique (Raiders of the Lost Dad)
- James Patrick Stuart jako Jack Campbell (Raiders of the Lost Dad)
- Alex Frnka jako Monique (Raiders of the Lost Dad)
- Craig Ricci Shaynak jako Dan (Raiders of the Lost Dad)

## Wersja polska
Wersja polska: SDI Media Polska

Reżyseria: Joanna Węgrzynowska-Cybińska

Dialogi:
- Dominik Kaczmarski (odc. 1-2, 10, 12, 20)
- Marta Robaczewska (odc. 4-9, 11, 13-15, 19, 27-28, 32, 34, 36-37, 39-40)

Teksty piosenek: Tomasz Robaczewski

Kierownictwo muzyczne: Agnieszka Tomicka

Dźwięk i montaż: Ilona Czech-Kłoczewska

Wystąpili:
- Kajetan Lewandowski – Tripp Ryan Campbell (pierwsza wersja dubbingu; odc. 1-2)
- Marcin Hycnar – Tripp Ryan Campbell (druga wersja dubbingu)
- Jakub Szydłowski – Derek Jupiter
- Tomasz Steciuk – Ash
- Jarosław Boberek –
  - Burger Pitt,
  - Sobowtór Burgera (odc. 12)
- Anna Dereszowska – Beth Campbell
- Dominika Kluźniak –  Isabella „Izzy” Fuentes
- Jerzy Gmurzyński – Jared (odc. 1, 5, 8, 10, 13, 20)
- Jacek Jarzyna – Dyrektor Cornelius Strickland (odc. 1, 5, 20)
- Paweł Szczesny –
  - DJ Gruby (odc. 1),
  - Strażnik statku (odc. 17),
  - Strażak Marshall (odc. 28),
  - Prowadzący teleturniej (odc. 35)
- Dariusz Odija – Ernesto Silniesto (odc. 2, 14)
- Magdalena Herman – Lana (odc. 2, 15)
- Monika Węgiel – Arlene Roca (odc. 4, 6)
- Wojciech Paszkowski –
  - Barry Roca (odc. 4, 6),
  - Eddie Nova (odc. 26),
  - Bill (odc. 32),
  - Pilot (odc. 33)
- Waldemar Barwiński –
  - Stu Littwin (odc. 7),
  - Jerry Rice (odc. 23),
  - Sherman (odc. 33)
- Julia Kołakowska – Devon z zespołu Diamond Sharks (odc. 7)
- Agnieszka Mrozińska – Bertha z zespołu Diamond Sharks (odc. 7)
- Anna Sztejner –
  - Bębniara z zespołu Diamond Sharks (odc. 7),
  - Miki (odc. 20),
  - Vivian Dumont (odc. 39)
- Grzegorz Pawlak –
  - Burger Pitt (jedna kwestia w odc. 7),
  - Simon Craig (odc. 25, 27, 29)
- Kacper Cybiński – Martin (odc. 8)
- Elżbieta Gaertner – Nina Campbell (odc. 8)
- Mirosława Krajewska – Nina Campbell (odc. 9)
- Andrzej Gawroński – Harry (odc. 9)
- Wojciech Machnicki – Leon (odc. 9)
- Paweł Podgórski – pan Morton (odc. 9)
- Krzysztof Banaszyk – Kaz Ridley (odc. 10)
- Mieczysław Morański –
  - Vic Blaylock (odc. 11),
  - Jeff (odc. 34),
  - Mini Tripp (odc. 40)
- Anna Gajewska – Iris (odc. 12)
- Katarzyna Łaska –
  - Stacy (odc. 13),
  - Gia Jenkins (odc. 32)
- Janusz Wituch –
  - Doktor Rock Rockaszok (odc. 13),
  - Mega Derek (odc. 40)
- Agnieszka Marek – Stacy (odc. 14)
- Krzysztof Szczerbiński –
  - Bleed (odc. 16),
  - Kurt Dirkman (odc. 30),
  - Mega Ash (odc. 40)
- Tomasz Kozłowicz – Marion Moseby (odc. 17)
- Mateusz Narloch – Zack Martin (odc. 17)
- Wojciech Rotowski – Cody Martin (odc. 17)
- Zbigniew Konopka – Agent Yurislavislavislavi (odc. 17)
- Łukasz Talik –
  - Jimmy Howard (odc. 18),
  - Claw (odc. 22-23)
- Krzysztof Cybiński – Shane Hackman (odc. 19)
- Piotr Bajtlik – Yutaka Ona (odc. 20)
- Artur Kaczmarski – Narrator „Weasel World” (odc. 21)
- Mikołaj Klimek – Łapa (odc. 22-23)
- Grzegorz Kwiecień –
  - Blaze (odc. 22-23),
  - Avi Patel (odc. 24)
- Magda Kusa – Panna Dempsey (odc. 24)
- Jakub Jankiewicz – Eddie Nova Jr. (odc. 26)
- Maciej Dybowski –
  - T.J. (odc. 26),
  - Charles Albertson (odc. 27, 29)
- Robert Tondera – Leon (odc. 30)
- Cezary Kwieciński –
  - Dyrektor Jenkins (odc. 32, 35-36, 38-39),
  - Mega Burger (odc. 40)
- Jan Piotrowski – Billy (odc. 34)
- Sławomir Pacek – Mini Ash (odc. 40)
- Dariusz Siastacz – Mini Derek (odc. 40)
- Artur Pontek
- Joanna Węgrzynowska-Cybińska
- Wit Apostolakis-Gluziński
- Bartosz Martyna
- Łukasz Węgrzynowski

Wykonanie piosenek:
- „Iron Weasel” (wersja 1): Krzysztof Pietrzak, Tomasz Steciuk, Jarosław Boberek, Kajetan Lewandowski (czołówka odc. 2, 4-42, pierwsza wersja odc. 1, odc. 25, 34)
- „Iron Weasel” (wersja 2): Krzysztof Pietrzak, Tomasz Steciuk, Jarosław Boberek, Marcin Hycnar (czołówka; druga wersja odc. 1)
- „Chwyć za palec” (wersja 1): Krzysztof Pietrzak (odc. 1, 7)
- „Ja chcę coś zniszczyć” (wersja 1): Krzysztof Pietrzak (odc. 2, 33)
- „I’ll Never Learn: Krzysztof Pietrzak (odc. 4)
- „Nieznośna Arlene”: Kajetan Lewandowski (pierwsza wersja odc. 4)
- „Nieznośna Arlene”: Marcin Hycnar (druga wersja odc. 4)
- „Got No Class”: Krzysztof Pietrzak, Tomasz Steciuk, Jarosław Boberek, Marcin Hycnar (odc. 5)
- „Pretty Bitter”: Krzysztof Pietrzak (odc. 6, 16)
- „You’re My Baby” (wersja 1): Anna Dereszowska (odc. 8)
- „You’re My Baby” (wersja 2): Krzysztof Pietrzak (odc. 8)
- „Starcza moc” (wersja 1): Krzysztof Pietrzak, Tomasz Steciuk, Jarosław Boberek, Marcin Hycnar (odc. 9)
- „Starcza moc” (wersja 2): Krzysztof Pietrzak oraz chór (odc. 9)
- „Ja chcę coś zniszczyć” (wersja 2): Krzysztof Pietrzak, Mirosława Krajewska, Wojciech Machnicki, Andrzej Gawroński (odc. 9)
- „Spiders, Snakes and Clowns”: Krzysztof Pietrzak, Tomasz Steciuk, Jarosław Boberek, Marcin Hycnar (odc. 10)
- „Wciąż śpię w stercie nachos”: Krzysztof Pietrzak, Tomasz Steciuk, Jarosław Boberek, Marcin Hycnar (odc. 11)
- „Graj ostro, lub idź stąd”: Krzysztof Pietrzak, Tomasz Steciuk, Jarosław Boberek, Marcin Hycnar (odc. 12, 24)
- „Nasz wóz” (wersja 1): Krzysztof Pietrzak, Tomasz Steciuk, Jarosław Boberek, Marcin Hycnar (odc. 13, 21)
- „Pretty Ugly”: Marcin Hycnar (odc. 15)
- „Smells Like Fun”: Krzysztof Pietrzak (odc. 17)
- „I Got Your Back”: Barbara Melzer (odc. 18)
- „Nasz wóz” (wersja 2): Jakub Szydłowski (odc. 19)
- „That’s the Weasel Way”: Krzysztof Pietrzak (odc. 21)
- „Never Turning Back”: Krzysztof Pietrzak (odc. 22-23)
- „Małpy z buszu”: Krzysztof Pietrzak (odc. 25)
- „Get Away From Me”: Krzysztof Pietrzak (odc. 27, 33)
- „Nasz wóz” (wersja 3): Krzysztof Pietrzak (odc. 34)
- „Kick a Little Butt”: Krzysztof Pietrzak, Tomasz Steciuk, Jarosław Boberek, Marcin Hycnar (odc. 36)
- „We Are Awesome”: Krzysztof Pietrzak (odc. 40)
- „Back in Your Face”: Krzysztof Pietrzak (odc. 41)

Lektor:
- Artur Kaczmarski,
- Radosław Popłonikowski (napis „Weasel World” w odc. 21),
- Janusz Wituch (podpisy w odc. 21),
- Paweł Bukrewicz (sekwencja „W poprzednim odcinku” z odc. 23)

## Odcinki
| Sezon | Odcinki | Pierwsza premiera | Ostatnia premiera | Pierwsza premiera | Ostatnia premiera |
| ----- | ------- | ----------------- | ----------------- | ----------------- | ----------------- |
| 1     | 21      | 27 listopada 2009 | 8 listopada 2010  | 20 marca 2010     | 6 sierpnia 2011   |
| 2     | 21      | 17 stycznia 2011  | 9 grudnia 2011    | 23 lipca 2011     | 28 kwietnia 2012  |

## Międzynarodowa emisja
Ja w kapeli jest nadawane na następujących stacjach (i wielu innych) na całym świecie:
| Kraj / Region                                                    | Stacja(e)                          | Premiera serii   | Tytuł serii w kraju            |
| ---------------------------------------------------------------- | ---------------------------------- | ---------------- | ------------------------------ |
| Stany Zjednoczone                                                | Disney XD (Stany Zjednoczone)      | 18 stycznia 2010 | I’m in the Band                |
| Kanada                                                           | Family Channel                     | 15 lutego 2010   | I’m in the Band                |
| Australia                                                        | Disney Channel (Australia)         | 5 marca 2010     | I’m in the Band                |
| Wielka Brytania · Irlandia                                       | Disney XD (Wielka Brytania)        | 6 marca 2010     | I’m in the Band                |
| Polska                                                           | Disney XD (Polska)                 | 20 marca 2010    | Ja w kapeli                    |
| Polska                                                           | Disney Channel                     | 29 maja 2010     | Ja w kapeli                    |
| Grecja                                                           | Disney XD (Grecja)                 | 20 marca 2010    | Είμαι στο συγκρότημα           |
| Argentyna · Chile · Meksyk · Wenezuela                           | Disney XD (Ameryka Łacińska)       | 20 marca 2010    | Estoy en la Banda              |
| Brazylia                                                         | Disney XD (Ameryka Łacińska)       | 20 marca 2010    | Uma Banda lá em Casa           |
| Turcja                                                           | Disney XD (Turcja)                 | 30 marca 2010    | Iron Weasel: Ben de Gruptayım! |
| Turcja                                                           | Disney Channel (Turcja)            | 29 maja 2010     | Iron Weasel: Ben de Gruptayım! |
| Korea Południowa                                                 | Disney Channel (Azja)              | 10 kwietnia 2010 | 나의 밴드 살리기               |
| Filipiny · Hongkong · Indonezja · Singapur · Tajlandia · Wietnam | Disney Channel (Azja)              | 10 kwietnia 2010 | I’m in the Band                |
| Malezja                                                          | Disney Channel (Malezja)           | 12 kwietnia 2010 | I’m in the Band                |
| Włochy                                                           | Disney XD (Włochy)                 | 12 kwietnia 2010 | I’m in the Band                |
| Dania · Finlandia · Norwegia · Szwecja                           | Disney XD (Skandynawia)            | 19 kwietnia 2010 | I’m in the Band                |
| Niemcy                                                           | Disney XD (Niemcy)                 | 30 kwietnia 2010 | Disney Tripp’s Rockband        |
| Hiszpania                                                        | Disney XD (Hiszpania)              | 21 maja 2010     | Esta es mi Banda               |
| Południowa Afryka                                                | Disney Channel (Południowa Afryka) | 29 maja 2010     | I’m in the Band                |
| Rumunia                                                          | Disney Channel (Rumunia)           | 2010             | Sunt în Trupă                  |
| Rumunia                                                          | Disney XD (Rumunia)                | 2010             | Sunt în Trupă                  |
| Francja                                                          | Disney XD (Francja)                | 2010             | I’m in the Band                |
| Portugalia                                                       | Disney Channel (Portugalia)        | 2010             | I’m in the Band                |
| Rosja                                                            | Disney Channel (Rosja)             | 2010             | I’m in the Band                |